# جو جويدر
جو جويدر (بالإنجليزية: Joe Goyder) (1907 – 1986) هو ملاكم من المملكة المتحدة راحل، مثّل بلاده في الألعاب الأولمبية الصيفية 1928.

## روابط خارجية
جو جويدر على موقع أوليمبيديا (الإنجليزية)